# Lewis Collins
Lewis Collins (* 27. Mai 1946 in Bidston, Birkenhead, England; † 27. November 2013 in Los Angeles) war ein britischer Schauspieler. Er wurde durch die Fernsehserie Die Profis (The Professionals) Ende der 1970er Jahre populär.

## Leben

### Jugend
In seiner Jugend interessierte sich Collins allgemein für Sport und dabei vor allem für das Sportschießen. In dieser Disziplin gewann er zu jener Zeit einige Wettbewerbe in seiner Altersklasse.

### Musiker
Sein Vater, Bill Collins, war mit der Familie von Paul McCartney gut bekannt und zeitweise der technische Tourmanager der Beatles. In diese Zeit fällt auch Collins’ erste Berührung mit Rockmusik, woraufhin er beschloss, Musiker zu werden. Schon früh hatte auch der Vater Ambitionen gezeigt, dem jungen Lewis eine Musikerkarriere zu ermöglichen.
Daraufhin wurde er Mitglied der Mersey-Beat-Band The Mojos und der Popgruppe Eyes von Klaus Voormann, bei der er vier Jahre lang die Bass-Gitarre spielte. In dieser Zeit hatte er mit diesen Gruppen auch Auftritte in anderen Ländern, unter anderem in Hamburg im Star-Club, in dem auch die Beatles entdeckt worden waren und ihr internationaler Durchbruch begann. Nach dieser kurzen musikalischen Karriere sowie Tätigkeiten als Schallplattenverkäufer, Roadie, Lexika-, Kartoffelchips- und Softdrinkverkäufer begann Collins 1968 seine Ausbildung an der Londoner Musik- und Schauspielakademie LAMDA, die er nach drei Jahren erfolgreich abschloss.
Er hat sich auch als Sänger betätigt und 1982 eine Single herausgebracht. Die Single hieß Take it out on Time und wurde von der Plattenfirma Ultra Phone produziert.

### Schauspieler

#### VorDie Profis
In den 1970er-Jahren begann er mit der Schauspielerei und hatte kleine Nebenrollen in einigen britischen Fernsehserien, darunter auch einen Gastauftritt in Mit Schirm, Charme und Melone. Hierbei lernte er seinen späteren Serienpartner Martin Shaw kennen. In dieser Folge verabschiedet sich Lewis Collins in seiner Rolle kurioserweise von seinem Gegenpart mit den Worten: „We should work together again – good team“. Das Casting zu Die Profis war zu diesem Zeitpunkt jedoch noch nicht abgeschlossen. Seine meisten Rollen waren in dieser Zeit noch im Comedy-Genre angesiedelt gewesen.

#### Die Profis
Seine größte Bekanntheit erlangte Collins durch die von 1977 bis 1981 produzierte britische Krimi-Fernsehserie Die Profis, in der er an der Seite von Gordon Jackson (Major George Cowley) und Martin Shaw (Agent Ray Doyle, Codename 45) den Agenten William Andrew Philip Bodie, Codename 37 verkörperte.
Die Produzenten hatten eigentlich Anthony Andrews für die Rolle verpflichtet, dieser verstand sich aber nicht mit Martin Shaw und wurde nach drei Drehtagen entlassen. Aus diesem Grund wurde Collins ausgewählt, da er mit Shaw sehr gut zurechtkam, gleichzeitig aber auch ein vollkommen anderer Charakter im Vergleich zu Shaw war. Die unterschiedlichen Charakterzüge der beiden wurden in der Serie in den Dialogen dementsprechend zum Ausdruck gebracht. Jede Folge enthält Dialoge, die Collins und Shaw miteinander führen, meistens im Auto während einer Fahrt. Shaw ließ sich entgegen dem Drehbuch die Haare länger wachsen und trat in legerer Kleidung auf, Collins hingegen mit kürzerem Haar und oft in Maßanzügen oder Designergarderobe. Hierdurch sollten die Wesensunterschiede der beiden auch optisch hervorgehoben werden.
Die Stunts in der Serie wurden fast ausschließlich von Collins persönlich ausgeführt. Er und Shaw wurden in einem zweiwöchigen Intensivtrainingskurs eines Sergeant-Majors des SAS fit für die Stunts gemacht. Während der Dreharbeiten zur zweiten Staffel im Jahr 1978 musste das Filmteam jedoch einige Zeit pausieren, da Collins sich beim Fallschirmspringen ein Fußgelenk gebrochen hatte.
Shaw wollte eigentlich nie die Rolle des Doyle übernehmen und zog sich nach dem Ende der vierten Staffel aus der Serie zurück, sehr zum Leidwesen von Jackson und Collins, die die Serie gerne noch weitergedreht hätten, da sie zu diesem Zeitpunkt weltweit erfolgreich vermarktet wurde.
1996 parodierte die Autofirma Nissan Bodie und Doyle in einem Werbespot für ihren Nissan Almera. Collins bemühte sich daraufhin bei den ehemaligen Produzenten der Serie, eine neue Serie mit ihm zu produzieren, in der er die Rolle des Cowley übernehmen wollte. Die Pläne wurden in die Tat umgesetzt, allerdings ohne Collins. Der Fortsetzung CI5: The New Professionals war jedoch kein kommerzieller Erfolg beschieden.

#### NachDie Profis
Vier Staffeln dieser erfolgreichen Serie wurden produziert und legten Collins somit auf den Typus des raubeinigen Machos der guten Seite fest, den er anschließend häufig in weniger erfolgreichen Actionfilmen spielte. Dabei war Manfred Lehmann dreimal sein Kollege am Set und Lee Van Cleef, Hans Leutenegger und Klaus Kinski jeweils zweimal. Er spielte aber ebenso mit diversen anderen bekannten Schauspielern zusammen, wie beispielsweise Ernest Borgnine, Richard Widmark oder auch Michael Caine. Persönlich verstand er sich mit seinem Kollegen Kinski nicht besonders, so dass in ihrem zweiten Film Kommando Leopard auch keine gemeinsame Szene der beiden zusammen gedreht wurde. Er hatte durch seine Arbeit im Genre des Actionfilms erhebliche Probleme, Rollen zu bekommen, die diesem Genre entgegenstanden. Hervorzuheben ist dabei die erfolgreiche BBC-Produktion Jack the Ripper – Das Ungeheuer von London, in der er die zweite Hauptrolle an der Seite von Michael Caine spielte.
Abseits der Schauspielerei war Collins kurzzeitig als Sänger tätig. 1982 veröffentlichte er die Single Take it out on time. Es folgten bis zuletzt kleinere Rollen und Cameo-Auftritte in US-amerikanischen und britischen Fernsehserien sowie in einigen Theaterproduktionen in den 1990er Jahren. Collins galt neben Pierce Brosnan und Timothy Dalton, der die Rolle schließlich erhielt, als Kandidat für die Nachfolge von Roger Moore als James Bond. Collins selbst hielt sich für keine gute Besetzung, da er nicht über die erforderliche Körpergröße verfügte und nicht dem Typus des von Sean Connery geprägten Originals entsprach.
Für den Film 1066 war Collins eingeplant für die Rolle des Godwin von Wessex. Durch seinen Tod konnte er die Rolle nicht mehr spielen.

### Privat
Collins war seit 1992 mit Michelle Larrett, einer Lehrerin, verheiratet und hatte drei Söhne. Er lebte in Los Angeles und hatte einen Zweitwohnsitz in England.
Er besaß einen schwarzen Gürtel in Ju-Jitsu und einen Pilotenschein und interessierte sich seit seiner Jugend für Handfeuerwaffen aller Art. Er versuchte in den Dienst des Special Air Services zu kommen, wurde aber nur deshalb abgelehnt, da er schon einen zu berühmten Status zu dieser Zeit besaß, der SAS aber auf Anonymität seiner Mitglieder größten Wert legt; die Einstellungstests bestand er hingegen.
2002 fand die Polizei in seinem britischen Zweitwohnsitz diverse automatische Feuerwaffen, Pistolen, Gewehre und Munition. Den Tipp zur Durchsuchung seiner Immobilie bekam sie von Collins’ Vater Bill.
Collins starb im November 2013 im Alter von 67 Jahren an einer Krebserkrankung, an der er fünf Jahre gelitten hatte.

## Filmografie (Auswahl)

### Fernsehserien
- 1975–1977: The Cuckoo Waltz (Sitcom)
- 1977–1981: Die Profis (The Professionals)
- 1977: Mit Schirm, Charme und Melone (The New Avengers, Folge Obsession (Der Rachefeldzug))
- 1985: Alfred Hitchcock presents (Gastauftritt)
- 1986: Robin Hood – The Sheriff Of Nottingham (Gastauftritt)
- 1991: Tarzan (Gastauftritt)
- 1992: Cluedo (Gastauftritt)
- 2002: The Bill (Gastauftritt)

### Filme
- 1982: Das Kommando (Who Dares Wins)
- 1983: A Night on the Town
- 1984: Geheimcode: Wildgänse (Arcobaleno Selvaggio (Wild Rainbow))
- 1985: Kommando Leopard
- 1987: Verflixt verstrickt (Carly’s Web)
- 1988: Blaues Blut
- 1988: Der Commander
- 1988: Jack the Ripper – Das Ungeheuer von London (Jack the Ripper) (Fernsehfilm)
- 1990: Phantom in Monte Carlo (A Ghost in Monte Carlo)

## Deutsche Synchronstimmen
Collins ist für die deutschen Fassungen seiner Filme im Laufe der Jahre von mehreren Sprechern synchronisiert worden. Am häufigsten verliehen Ivar Combrinck (in Die Profis und Blaues Blut) und Thomas Danneberg (in Das Kommando) Collins ihre Stimmen.